# Финский бейсбол
Финский бейсбол (финская лапта), или песапалло (pesäpallo, швед. boboll, дословно «гнездомяч») — командная спортивная игра с битой и мячом, часто называемая национальным видом спорта Финляндии. Известна также в других странах, включая Германию, Швецию, Швейцарию, Австралию, канадскую провинцию Северное Онтарио (последние две — благодаря наличию значительной скандинавской диаспоры). Игра напоминает лапту и бейсбол.

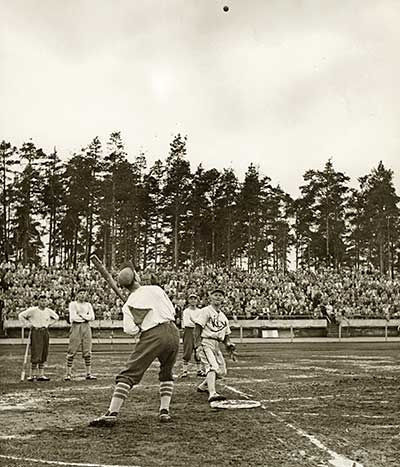
Матч по финскому бейсболу 1958 года в Йювяскюля. Эйно Каакколахти отбивает крайне высокую подачу

Финский бейсбол сочетает традиционные для Финляндии командные игры с мячом и битой и североамериканский бейсбол. Игра изобретена Лаури Пихкала в 1920-х годах. В течение времени правила игры менялись, а популярность возрастала.
Основная концепция игры сходна бейсбольной: нападающая команда старается набрать очки, удачно отбивая мяч и пробегая по «базам», защищающаяся команда старается выбить отбивающего и бегущих игроков. Одним из важнейших отличий между песапалло и бейсболом в том, что мяч бросается вверх, что делает удар по мячу проще. Это придаёт наступательной игре большее разнообразие в скорости и тактических приёмах по сравнению с бейсболом. Защищающаяся команда вынуждена противодействовать решениям бьющего выбором оборонительных схем и умением предсказывать действия соперника; это делает игру не только физическим, но и умственным упражнением.
Важную роль в игре имеет руководитель команды, который с помощью набора цветных пластин (веера) управляет тактикой нападающей команды. В защищающейся команде указания руководителя даются напрямую или жестами.
Финский бейсбол был представлен в 1952 году на Олимпийских играх в Хельсинки в качестве показательного вида спорта.

## Правила
Обычный матч по финскому бейсболу проходит в два периода по четыре иннинга в каждом. Период выигрывает команда, которая в нападении набирает больше пробежек. Если каждая команда выиграла по периоду, назначается дополнительный иннинг; при необходимости проводится дополнительный раунд (аналог пенальти в футболе), в котором каждая команда пытается привести в «дом» игрока с третьей базы.
Во время иннинга обе команды поочередно играют в нападении (отбивают подачи) или в защите (подают и играют в поле).
Защищающаяся команда имеет девять игроков в поле. Нападающая команда может использовать три «джокера» (аналог назначенного отбивающего в бейсболе) в дополнение к девяти основным игрокам. Нападающая команда играет до тех пор, пока не будут выбиты три игрока или пока за полный круг не будет выполнена, по крайней мере, две пробежки.
Бьющий (бэттер) и подающий (питчер) становятся друг напротив друга в «доме». Подающий находится на круглой пластине. Подача выполняется броском мяча вверх прямо над пластиной на высоту не менее 1 м над головой подающего.
Бьющий имеет право на три удара. При этом бьющий может не бежать после удара на первую «базу», и не обязан все три раза попасть по мячу. Но после завершения третьего удара он обязан бежать на первую базу. Правильным ударом считается взмах битой в сторону мяча при правильно выполненной подаче. При плохой подаче бьющий получает право перейти на первую базу, если ни одна из баз не занята. Начиная со второй плохой подачи право перейти на следующую базу получает первый из бегущих. Подача может признана плохой по нескольким причинам, наиболее распространёнными являются случаи, когда мяч не упал обратно в круглую пластину или не был подкинут достаточно высоко.
Плохим ударом считается такой, при котором мяч впервые коснулся земли за пределами поля. При этом бегущие и бьющий не имеют права перемещаться на следующую базу. Если игрок ловит отбитый мяч до того, как тот коснётся земли, все бегущие должны начать движение к следующей базе, и те, кто успешно её достигают, удаляются с поля, но выбитыми не считаются. Бьющий при таком ударе считается выбитым.
Бегущий считается достигшим базы, если коснулся её зоны до того, как мяч поймал полевой игрок, защищающий эту базу. Если мяч оказался на базе раньше, бегущий считается выбитым и уходит с поля. Бьющий считается выбитым, если его третий удар был плохим. Бегущий на база обязан перебежать на следующую, если к этой базе добрался бегущий с предыдущей, иначе он будет выбит.
Наступающая команда зарабатывает пробежку, когда бегущий благополучно возвращается в «дом» после преодоления всех трёх полевых баз. Если бьющий после своего удара добежал до третьей базы, ему засчитывается «хоум-ран». При этом он может остаться на третьей базе и попытаться заработать дополнительную пробежку как обычный бегущий, добравшись до «дома» при одной из следующих подач.

## Отличия от бейсбола

Поле финского бейсбола для мужских команд

Наиболее значительными отличиями от бейсбола являются:
- Первое касание мячом земли является определяющим: мяч должен попасть в игровую зону. В бейсболе наиболее сильный удар позволяет легко сделать хоум-ран, в песапалло подобное невозможно, что приводит к большему разнообразию тактики.
- Пойманный на лету мяч не означает выбивание, но заставляет бегущих начать движение. Если они сумеют добраться до следующей базы, им следует вернуться в «дом», других наказаний не следует. В ином случае игроки считаются выбитыми.
- Для определения хорошей подачи используется круглая пластина диаметром 0,6 м, на которую должен упасть мяч, если по нему не был нанесён удар.
- Попасть по мячу особой сложности не представляет, поэтому основная цель бьющего выбрать тип и направление удара. Основные типы ударов:
  - короткий: обычно используется, чтобы не дать защищающимся поймать мяч. Как правило, подкручивает мяч.
  - летящий: умышленно высокий удар, после которого мяч будет наверняка пойман, однако за время полёта быстрые бегущие доберутся до следующей базы.
  - высокий: целью удара является попадание мяча в дальнюю область поля.
  - скачущий: сильный удар вниз, после которого мяч отскакивает от поля.
- Хоум-ран засчитывается, если бьющий добежал до третьей базы. После этого он может продолжить игру с третьей базы как обычный бегущий.
- Штраф за плохую подачу требует меньшего количества ошибок. При пустых базах переход игрока на первую базу происходит после первой ошибке, в других случаях — после второй. В результате штрафа движется только самый первый из бегущих, бегущей на третьей баз зарабатывает пробежку.
- Хороший удар не требует от бьющего бежать на первую базу. Обязательное движение начинается только после третьего удара. За удар засчитывается и промах, если подача была хорошей.
- Если бегущий вне базы, а мяч у игрока защитника этой базы, это всегда аут (выбивание).
- Движение по базам идёт зигзагом, с третьей на домашнюю базу бегущие движутся за пределами поля.
- Для попадания в базу достаточно пересечь её границу. Предметов, обозначающих базу, нет. Аналогично защитникам базы не нужно ничего касаться, чтобы засчитать выбивание.
- Нападающая команда использует цветные пластины (веер), чтобы давать указания игрокам. Обычно её использует тренер команды. Значения цветов определяются до начала игры.

## Игроки

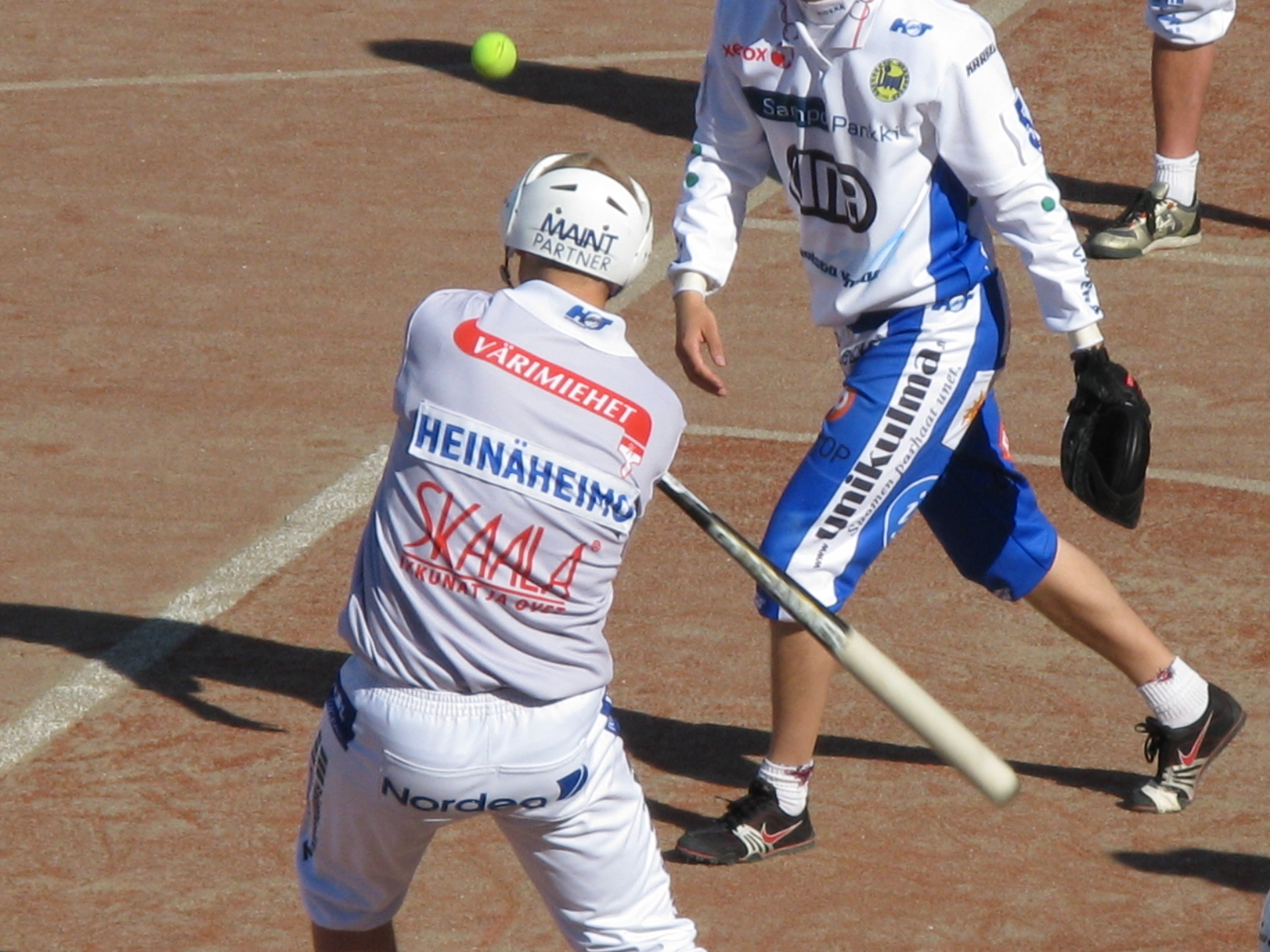
Бьющий во время удара

Защищающаяся команда имеет на поле игроков. Подающий (питчер) становится в базу. Ловец (кэтчер) находится в поле у второй базы. У каждой из трёх баз также находятся их защитники (бейсмены), два игрока (шортстопы) занимают позицию между базами. Остальную часть поля контролируют два полевых игрока (аутфилдеры). Игроки могут как угодно менять свои позиции. Ожидая определённый тип удара, игроки могут использовать различную расстановку на поле. Вероятный удар определяется исходя из положения, которое занимает первый бегущий соперника. Против определённых бьющих может использоваться особая тактика и расстановка.
Команда, играющая в нападении, использует девять бьющих и дополнительно до трёх «джокеров». В то время как обычные бьющие обязаны играть в заданном порядке, джокер может стать бьющим в любое время.
В настоящее время игроки обычно специализированную в одной из тактических ролей, соответствующей их способностям. Быстрые бегущие, как правило, идут первыми, за ними бьют те, кто помогает бегущим передвигаться от базы к базе. Следующим выступает игрок, специализирующийся на возвращении игроков в «дом» и наборе таким образом пробежек. Игроки с шестого по девятый часто образуют еще одну атакующую комбинацию. Джокеры, как правило, используются как бьющие (помогают набирать пробежки) или бегущие (благодаря хорошей скорости быстро переходят от базы к базе).
Обе команды имеют руководителя, управляющего командой со скамейки. Один из игроков назначается капитаном — его задача выиграть жеребьёвку и определить, в какой роли: нападающих или защищающихся — его команда начнёт игру.

## Экипировка

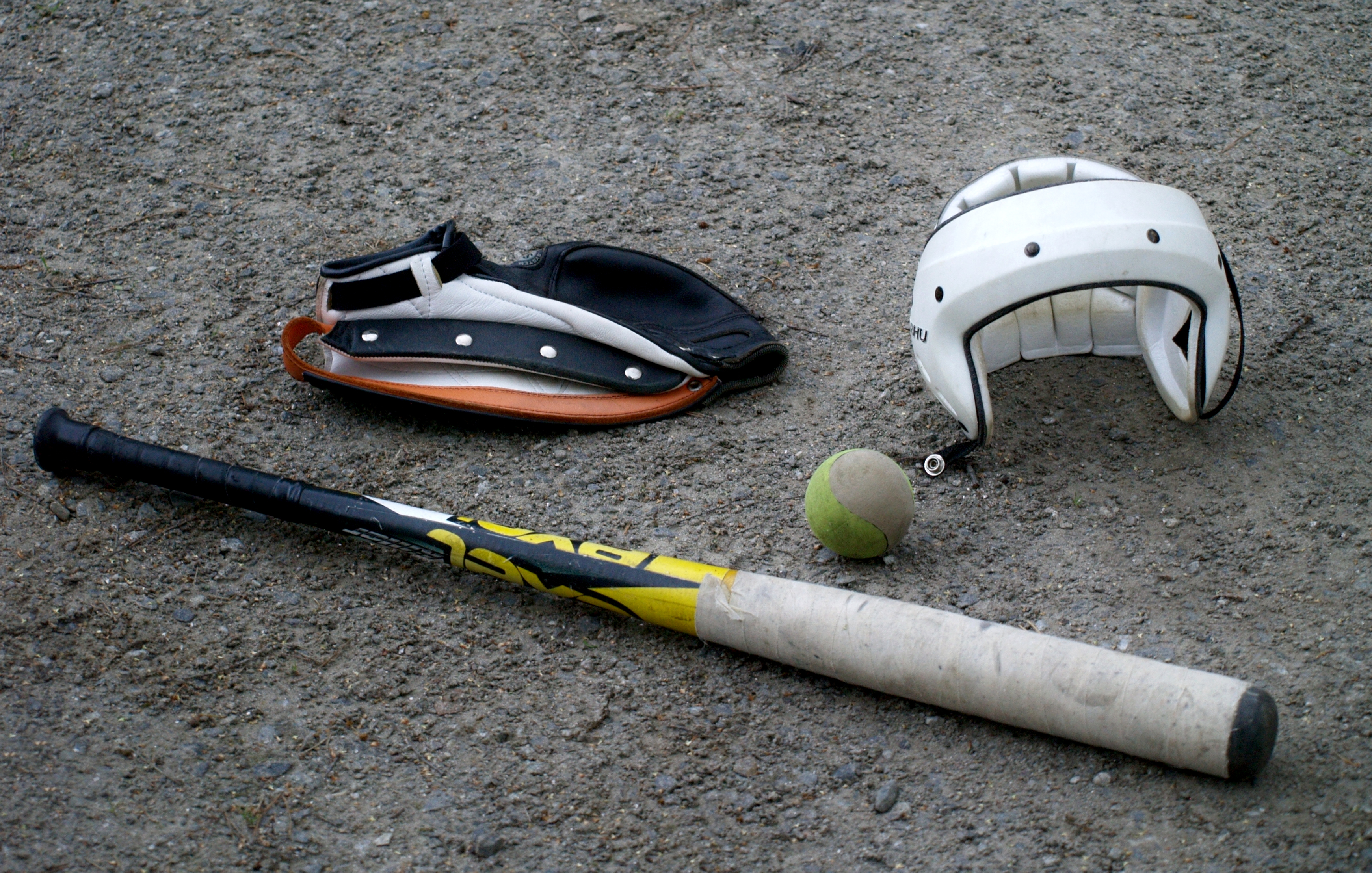
Экипировка для финского бейсбола

### Шлем
Каждый игрок обязан носить шлем при игре в нападении. Если игрок вышел на удар без шлема, его команде может быть засчитан аут. Помимо подающего и аутфилдеров, шлемы должны быть у полевых игроков.

### Перчатка
Перчатка помогает ловить мяч при игре в защите. Перчатка для песапалло отличается от той, которая используется в бейсболе, как по характеристикам, так и по внешнему виду. Она больше похожа на ловушку хоккейного вратаря. Перчатка сделана из кожи, хотя некоторые производители используют различные виды синтетических волокон на тыльной стороне. Внутренняя часть перчатки всегда из толстой кожи, и основные различия моделей перчаток заключаются в толщине и качестве подкладки, толщине кожи, размере и форме.
Мяч ловится в чашку перчатки между большим и указательным пальцем. Иногда мяч может попасть в ладонь, при этом правильно спроектированная перчатка позволяет избежать травмы.
Иные устройства для ловли мяча не допускается.

### Бита
Бита цилиндрическая, суживающаяся к рукоятке. Ранее использовались деревянные биты, которые быстро изнашивались. Им на замену пришли биты из смеси стекловолокна и углеволокна. Деревянные биты используются в соревнованиях детей.
Наибольшие отличия между битами заключаются в их массе, расположении центра тяжести, жёсткости и длине. Максимальная длина биты — 100 см, для детей — 90 см.
Масса биты считается её самым важным свойством. Типичная бита, использующаяся в крупных соревнованиях, имеет массу от 580 до 620 г. Тяжёлые биты, до 650 г, используют сильные игроки, в первую очередь, бьющие джокеры. Молодые игроки обычно используют биты, имеющие массу менее 400 г. Обычный диаметр биты в ударной точке — 56 мм.

### Шипы
Использование шипованной обуви необязательно. Однако они помогают игрокам при быстрой игре, особенно на современных искусственных покрытиях, очень скользких для обычной спортивной обуви. Искусственный газон для финского бейсбола отличается от того, что используется на футбольных полях.

### Мяч
Мяч, используемый в финском бейсболе, желтого цвета. Его диаметр от 21,6 до 22,2 см. Вес мяча зависит от игроков:
- мужской мяч — от 160 до 165 г;
- женский мяч — от 135 до 140 г;
- детский мяч — от 95 до 100 г.

### Веер

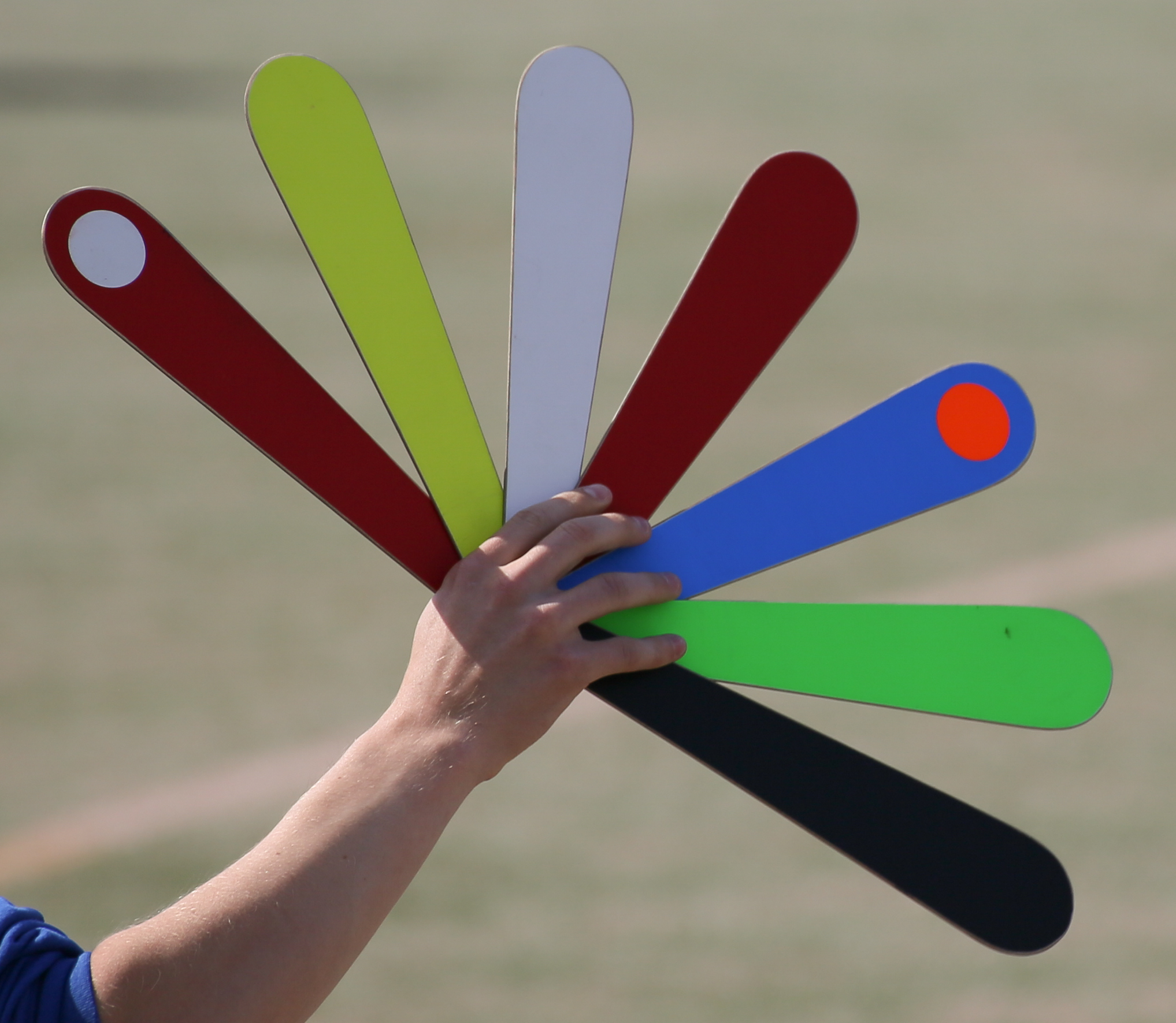
Веер, с помощью которого руководитель команды ведёт игру

Веер (набор цветных пластин) не является обязательной принадлежностью игры. С помощью веера даются указания нападающей команде, оставляя их суть в тайне от защищающихся.

## Соревнования
Финский чемпионат по песапалло носит название Superpesis. Он подразделяется на мужской и женский.
Кубок мира по финскому бейсболу проводится каждые три года. В 2006 году в Мюнхене (Германия) состоялся Пятый Кубок мира. В нём участвовали команды Австралии, Финляндии, Германии и Швеции. Шестой Кубок мира проходил с 8 по 11 июля 2009 года в Пори (Финляндия), в нем участвовали команды из Австралии, Финляндии, Германии, Швеции и Швейцарии. Седьмой Кубок мира прошел в 2012 году в Австралии, в нем участвовали команды Австралии, Финляндии и Сборная Европы. Восьмой Кубка мира был разыгран в Люцерне (Швейцария) в 2015 году при участии команд Австралии, Германии, Финляндии и Швейцарии.